# Pampa Aullagas
Pampa Aullagas es un municipio y localidad boliviana ubicada en la provincia de Ladislao Cabrera del departamento de Oruro. Fue fundada el 3 de mayo de 1573 con el nombre de "Villa Real de Aullagas de Uruquillas" por Pedro de Zárate, entre otros.[cita requerida] La provincia fue creada por Ley de 16 de febrero de 1983, durante la presidencia de Hernán Siles Suazo. Bajo su jurisdicción se encuentran los siguientes Ayllus: Sacatiri, Jiguapacha, Taca, Collana, Sujtita y Choro.
Situado junto al lago Poopó, se ha especulado sobre su relación con el continente perdido de la Atlántida según la teoría de J.M. Allen.[cita requerida]

## Demografía
De acuerdo con el censo boliviano de 2024, la población del municipio de Pampa Aullagas es de 3 180 habitantes.
La población del municipio se duplicó entre 1992 y 2024:
| Año  | Habitantes (municipio) | Fuente |
| ---- | ---------------------- | ------ |
| 1992 | 1 602                  | Censo  |
| 2001 | 2 975                  | Censo  |
| 2012 | 2 973                  | Censo  |
| 2024 | 3 180                  | Censo  |

## Autonomía indígena
Por mandato del Referéndum del 6 de diciembre de 2009, celebrado simultáneamente a las elecciones presidenciales, el municipio de Pampa Aullagas optó por entrar en el régimen de la autonomía indígena, con una votación de 61% por el Sí.
Posteriormente y en consecuencia con esa decisión, el municipio presentó en 2011 la propuesta de estatuto autonómico Indígena Originario Campesino de la Marka Pampa Aullagas.